# Time Stranger Kyoko
Time Stranger Kyoko (яп. 時空異邦人KYOKO Дзику: Ихо:дзин KYOKO) — манга Арины Танэмуры, вышедшая в 2000 году. Лицензирована в США Viz Media. Аниме, хотя и было создано в формате OVA, транслировалось в нескольких кинотеатрах в рамках рекламной кампании журнала Ribon.

## Сюжет
Сюжет повествует о принцессе Кёко Суоми. Героиня не хочет занимать трон и желает жить жизнью простого человека. Что бы её желание осуществилось, она должна пробудить свою сестру-близнеца Юи, для чего ей надо собрать двенадцать волшебных камней и столько же людей способных управлять ими. Получив первый камень она получает власть над временем и теперь должна найти оставшиеся одиннадцать камней и людей, которые будут ими управлять.